# Goduine Koyalipou
Goduine Koyalipou (Bangui, 15 febbraio 2000) è un calciatore centrafricano con cittadinanza francese, attaccante del Levante, in prestito dal Lens, e della nazionale centrafricana.

## Carriera

### Club
Koyalipou è cresciuto nel settore giovanile del Niort, ed ha debuttato in prima squadra l'8 dicembre 2017 nell'incontro di Ligue 2 perso 2-1 contro lo Stade Reims. Il 26 gennaio 2018 ha firmato il suo primo contratto professionistico ed il 6 aprile ha segnato i suoi primi gol permettendo al Niort di raggiungere sul 2-2 il Clermont Foot.
Il 17 giugno 2021 è stato acquistato a titolo definitivo dal Losanna. Nel gennaio 2023 è passato in prestito all'Avranches, con cui ha segnato 13 gol in 18 partite di Championnat National.
Il 17 luglio 2023 ha firmato un triennale con il SK Beveren.

### Nazionale
Nel 2018 ha giocato alcuni incontri con la Francia Under-18 e Under-19. Dopo due anni senza convocazioni, nel 2021 ha espresso il desiderio di giocare per la Repubblica Centrafricana. Ha debuttato con la nazionale africana il 7 settembre 2023 nell'incontro di qualificazione per la Coppa d'Africa 2023 perso 2-1 contro il Ghana.

## Statistiche

### Presenze e reti nei club
Statistiche aggiornate al 29 luglio 2025
| Stagione        | Squadra         | Campionato      | Campionato | Campionato | Coppe nazionali | Coppe nazionali | Coppe nazionali | Coppe continentali | Coppe continentali | Coppe continentali | Altre coppe | Altre coppe | Altre coppe | Totale | Totale | Totale |
| Stagione        | Squadra         | Comp            | Pres       | Reti       | Comp            | Pres            | Reti            | Comp               | Pres               | Reti               | Comp        | Pres        | Reti        | Pres   | Reti   |        |
| --------------- | --------------- | --------------- | ---------- | ---------- | --------------- | --------------- | --------------- | ------------------ | ------------------ | ------------------ | ----------- | ----------- | ----------- | ------ | ------ | ------ |
| 2016-2017       | Niort           | N3              | 3          | 0          |                 | -               | -               |                    | -                  | -                  |             | -           | -           | 3      | 0      |        |
| 2017-2018       | Niort           | N3              | 14         | 4          |                 | -               | -               |                    | -                  | -                  |             | -           | -           | 14     | 4      |        |
| 2018-2019       | Niort           | N3              | 2          | 2          |                 | -               | -               |                    | -                  | -                  |             | -           | -           | 2      | 2      |        |
| 2020-2021       | Niort           | N3              | 1          | 3          |                 | -               | -               |                    | -                  | -                  |             | -           | -           | 1      | 3      |        |
| 2018-2019       | Niort           | L2              | 19         | 3          | CF+CdL          | 0+1             | 0               |                    | -                  | -                  |             | -           | -           | 20     | 3      |        |
| 2019-2020       | Niort           | L2              | 18         | 0          | CF+CdL          | 1+2             | 0+1             |                    | -                  | -                  |             | -           | -           | 21     | 1      |        |
| 2020-2021       | Niort           | L2              | 6          | 0          | CF              | 0               | 0               |                    | -                  | -                  |             | -           | -           | 6      | 0      |        |
| 2021-2022       | Losanna         | SL              | 10         | 1          | CS              | 1               | 0               |                    | -                  | -                  |             | -           | -           | 11     | 1      |        |
| 2022-gen. 2023  | Losanna         | ChL             | 12         | 3          | CS              | 2               | 0               |                    | -                  | -                  |             | -           | -           | 14     | 3      |        |
| gen.-giu. 2023  | Avranches       | N1              | 18         | 13         | CF              | 1               | 0               |                    | -                  | -                  |             | -           | -           | 19     | 13     |        |
| 2023-2024       | SK Beveren      | D2              | 30         | 16         | CB              | 2               | 1               |                    | -                  | -                  |             | -           | -           | 32     | 17     |        |
| 2024-2025       | CSKA Sofia      | PL              | 16         | 14         | CB              | 0               | 0               |                    | -                  | -                  |             | -           | -           | 16     | 14     |        |
| gen.-giu.2025   | Lens            | L1              | 15         | 4          | CF              | 0               | 0               |                    | -                  | -                  |             | -           | -           | 15     | 4      |        |
| 2025-2026       | Levante         | PD              | 0          | 0          | CR              | 0               | 0               |                    | -                  | -                  |             | -           | -           | 0      | 0      |        |
| Totale carriera | Totale carriera | Totale carriera | 178        | 66         |                 | 10              | 2               |                    | -                  | -                  |             | -           | -           | 173    | 64     |        |

### Cronologia presenze e reti in nazionale
| Cronologia completa delle presenze e delle reti in nazionale ― Rep. Centrafricana | Cronologia completa delle presenze e delle reti in nazionale ― Rep. Centrafricana | Cronologia completa delle presenze e delle reti in nazionale ― Rep. Centrafricana | Cronologia completa delle presenze e delle reti in nazionale ― Rep. Centrafricana | Cronologia completa delle presenze e delle reti in nazionale ― Rep. Centrafricana | Cronologia completa delle presenze e delle reti in nazionale ― Rep. Centrafricana | Cronologia completa delle presenze e delle reti in nazionale ― Rep. Centrafricana | Cronologia completa delle presenze e delle reti in nazionale ― Rep. Centrafricana |
| Data                                                                              | Città                                                                             | In casa                                                                           | Risultato                                                                         | Ospiti                                                                            | Competizione                                                                      | Reti                                                                              | Note                                                                              |
| --------------------------------------------------------------------------------- | --------------------------------------------------------------------------------- | --------------------------------------------------------------------------------- | --------------------------------------------------------------------------------- | --------------------------------------------------------------------------------- | --------------------------------------------------------------------------------- | --------------------------------------------------------------------------------- | --------------------------------------------------------------------------------- |
| 7-9-2023                                                                          | Kumasi                                                                            | Ghana                                                                             | 2 – 1                                                                             | Rep. Centrafricana                                                                | Qual. Coppa d'Africa 2023                                                         | -                                                                                 |                                                                                   |
| 17-11-2023                                                                        | Iconi                                                                             | Comore                                                                            | 4 – 2                                                                             | Rep. Centrafricana                                                                | Qual. Mondiali 2026                                                               | -                                                                                 | 73’                                                                               |
| 20-11-2023                                                                        | Bamako                                                                            | Mali                                                                              | 1 – 1                                                                             | Rep. Centrafricana                                                                | Qual. Mondiali 2026                                                               | -                                                                                 | 66’                                                                               |
| 5-9-2024                                                                          | El Jadida                                                                         | Rep. Centrafricana                                                                | 3 – 1                                                                             | Lesotho                                                                           | Qual. Coppa d'Africa 2025                                                         | 1                                                                                 | 82’                                                                               |
| 10-9-2024                                                                         | Franceville                                                                       | Gabon                                                                             | 2 – 0                                                                             | Rep. Centrafricana                                                                | Qual. Coppa d'Africa 2025                                                         | -                                                                                 | 88’                                                                               |
| 12-10-2024                                                                        | Oujda                                                                             | Marocco                                                                           | 5 – 0                                                                             | Rep. Centrafricana                                                                | Qual. Coppa d'Africa 2025                                                         | -                                                                                 | 46’                                                                               |
| 15-10-2024                                                                        | Oujda                                                                             | Rep. Centrafricana                                                                | 0 – 4                                                                             | Marocco                                                                           | Qual. Coppa d'Africa 2025                                                         | -                                                                                 | 57’                                                                               |
| 19-3-2025                                                                         | Casablanca                                                                        | Rep. Centrafricana                                                                | 1 – 4                                                                             | Madagascar                                                                        | Qual. Mondiali 2026                                                               | -                                                                                 |                                                                                   |
| 24-3-2025                                                                         | Casablanca                                                                        | Rep. Centrafricana                                                                | 0 – 0                                                                             | Mali                                                                              | Qual. Mondiali 2026                                                               | -                                                                                 | 90+4’                                                                             |
| Totale                                                                            |                                                                                   | Presenze                                                                          | 9                                                                                 |                                                                                   | Reti                                                                              | 1                                                                                 |                                                                                   |

## Palmarès

### Individuale
- Capocannoniere della Challenger Pro League: 1

2023-2024 (15 reti)